# Repeat: The Best of Jethro Tull - Vol. II
Repeat: The Best of Jethro Tull - Vol. II è una compilation della band progressive rock inglese Jethro Tull, pubblicata nel 1977. È la continuazione di M.U. - The Best of Jethro Tull e alla stregua di questo contiene un solo inedito, Glory Row.

## Tracce
1. Minstrel in the Gallery – 4:17
2. Cross-Eyed Mary – 4:11
3. A New Day Yesterday – 4:10
4. Bourée – 3:46
5. Thick as a Brick (edit #4) – 3:27
6. War Child – 4:37
7. A Passion Play (edit #9) – 3:33
8. To Cry You a Song – 6:14
9. Too Old to Rock 'n' Roll: Too Young to Die – 5:42
10. Glory Row – 3:33